# ذا لوفت
ذا لوفت (بالإنجليزية: The Loft)‏ أي العلية هو فيلم غموض جنسي أمريكي بلجيكي تم إنتاجه في سنة 2014 وهو من إخراج إيريك فان لوي وبطولة كارل أوربان وجيمس مارسدن ووينتورث ميلر وأريك ستونستريت وماتياس شونارتس ورونا ميترا وراشيل تايلور وإيزابيل لوكاس، الفيلم من تأليف بارت دي باوي وويسلي ستريك، قصة الفيلم تتكلم عن خمس رجال متزوجين يواعدون فتاة داعرة في شقة وثم يكتشفون في تلك الشقة جثة لإمرأة مقتولة.

## روابط خارجية
- ذا لوفت على موقع IMDb (الإنجليزية)
- ذا لوفت على موقع ميتاكريتيك (الإنجليزية)
- ذا لوفت على موقع روتن توميتوز (الإنجليزية)
- ذا لوفت على موقع نتفليكس (الإنجليزية)
- ذا لوفت على موقع قاعدة بيانات الأفلام العربية
- ذا لوفت على موقع ألو سيني (الفرنسية)
- ذا لوفت على موقع أول موفي (الإنجليزية)
- ذا لوفت على موقع بوكس أوفيس موجو (الإنجليزية)
- ذا لوفت على موقع فيلمافينيتي (الإسبانية)
- ذا لوفت على موقع قاعدة بيانات الأفلام السويدية (السويدية)